# Аль-Ахли (футбольный клуб, Вад-Медани)
«Аль-Ахли» (англ. Al Ahli; с араб. — «национальный») — суданский футбольный клуб из города Вад-Медани, выступающий в чемпионате Судана. Команда играет на стадионе «Аль-Джазира», вмещающем 15 тысяч зрителей.

## История
Клуб основан в 1928 года. «Аль-Ахли» четырежды становился чемпионом провинции Эль-Гезира — в 2006, 2011, 2014 и 2018 годах. На уровне чемпионата Судана команда ни разу не была победителем, а её лучший результат — второе место в 1982 году. После того как в 2017 году команда заняла 18-е место, «Аль-Ахли» на восемь лет выбыл из высшего дивизиона и вернулся в чемпионат только в 2025 году.
Единственную победу в Кубке Судана «Аль-Ахли» одержал в 1982 году. В 2000 году команда вновь дошла до финала, но уступила «Аль-Хилялю» со счётом 0:3.
Клуб дважды представлял Судан на всеафриканской арене — в 1983 и 1999 годах, участвуя в Кубке обладателей кубков КАФ и Кубке КАФ соответственно. Несмотря на победы над командами из Центральноафриканской Республики и Эфиопии, «Аль-Ахли» ни разу не смог пройти дальше второго раунда.
В 1983 году команда сыграла товарищеский матч против советского «Ротора» из Волгограда (1:1).
В составе команды в разное время играли футболисты, имеющие опыт выступления за сборную Судана, такие как Валааэльдин Моса, Осман Хамза и Алааэльдин Бабекер

## Достижения
- Победитель Кубка Судана: 1982
- Финалист Кубка Судана: 2000

## Континентальные турниры
| Сезон | Турнир                       | Этап   | Соперник          | Дома | Гости | Общий |
| ----- | ---------------------------- | ------ | ----------------- | ---- | ----- | ----- |
| 1983  | Кубок обладателей кубков КАФ | первый | УСКА (Банги)      | 2-0  | 0-0   | 2-0   |
| 1983  | Кубок обладателей кубков КАФ | второй | КАПС Юнайтед      | 0-2  | 0-5   | 0-7   |
| 1999  | Кубок КАФ                    | первый | Эфиопиан Иншуренс | 1-0  | 1-0   | 2-0   |
| 1999  | Кубок КАФ                    | второй | УСМ Алжир         | 0-2  | 0-5   | 0-7   |